# Georg Wittwer
Georg Wittwer (* 8. April 1932 in Waldshut; † 13. April 2013 in Berlin) war ein deutscher Architekt und ehemaliger Politiker (CDU).

## Leben und Beruf
Nach dem Abitur absolvierte Wittwer zunächst eine Maurerlehre. Anschließend nahm er ein Studium der Architektur an der Technischen Universität Berlin auf, welches er 1960 mit dem Examen als Diplom-Ingenieur beendete. Er arbeitete in einem Architekturbüro in Düsseldorf, war wissenschaftlicher Assistent für Städtebau an der TU Berlin, seit 1967 Mitarbeiter und ab 1971 Leiter der Entwicklungsgesellschaft Wulfen zum Aufbau der Neuen Stadt Wulfen.

## Politisches Engagement
Wittwer engagierte sich bereits in Jugendjahren politisch und schloss sich der CDU an. Von 1981 bis 1986 war Wittwer Senatsdirektor für Stadtentwicklung und Umweltschutz (Staatssekretär) in Berlin. Nachdem Bausenator Franke (CDU) 1986 im Rahmen der sogenannten Antes-Affaire seinen Rücktritt erklärt hatte, wurde Wittwer zu dessen Nachfolger berufen. In diesem Amt verblieb Wittwer jedoch nur bis März 1989, als Eberhard Diepgen die Berlinwahl 1989 verlor. Zu seinem Nachfolger wurde der SPD-Politiker Wolfgang Nagel ernannt. 
Wittwer zog 1989 in das Abgeordnetenhaus von Berlin ein, wo er ab 1991 Vorsitzender des Umweltausschusses war. 1995 zog er sich aus der aktiven Politik zurück.